# 小行星1450
小行星1450（1450 Raimonda）是一颗围绕太阳公转的小行星。1938年2月20日，爾約·維薩拉在图尔库发现了此天体。
該小行星以荷蘭天文學家小讓·雅克·雷蒙命名。
这颗小行星的绝对星等为13.66427等。